# Муцинозни цистаденом јетре
Муцинозни цистаденом јетре или муцинозне цистичне неоплазме хепатобилијарног система, које се називају и билијарне цистичне неоплазме, су ретки тумори који се обично развијају у јетри, претежно код жена. Због могућности малигне алтерације непоходна је правовремена дијагноза и хируршка ексцизија тумора.

## Епидемиологија
Бенигна форма тумора је три до четири пута чешћа од малигне форме муцинозног цитаденокарцинома јетре.
Доказано је да жене од муцинозног цистаденома јетре оболевају 20 пута чешће него мушкараци.
Последњих година ови тумори се евидентирају све чешће, вероватно захваљујући све бољој дијагностици, све бољем познавању ових тумора и њиховом разликовању од циста јетре.
У 80–90% случајева муцинозни цистаденом јетре је болест средовечних жена (просечне старости од 50 година)  Болесници с малигним обликом тумора су око десет година старији
од оних код којих до малигне алтерације није дошло.

## Етиопатогенеза
Клиничко-патолошке карактеристике јетрене муцинозне цистичне неоплазме нису објашњене јер патолошки дијагностички критеријуми нису били јасни. 
Теорије о настанку
Могуће је да настају према двема теоријама, од:
- ектопичних гнездашаца примитивног предњег црева која су се током ембриогенезе нашла у јетри.
- због опструкције аберантних конгениталних жучних водова.[4]

Претпоставља се и да ови тумори потичу од ектопичног оваријалног ткива, од ембрионалне жучне
кесе или од већих жучних водова . Како немају оваријалну строму претпоставља се да настају од ектопичних гнезда ембрионалне жучне кесе у јетри. Могуће је и да је реч о стеченом, реактивном процесу на фокално оштећење 
Недавно је међу билијарним цистичним туморима уврштени:
- јединствени билијарни тумор назван интрадуктална папиларна неоплазма жучног канала,  категорију * билијарни папиломи,
- билијарна папиломатоза,
- неки папиларни холангиокарциноми.

Билијарна интрадуктална папиларна неоплазма сматра се билијарном паралелом интрадукталних папиларних муцинозних неоплазми панкреаса на основу доминантног интрадукталног раста, дукталне дилатације и повремене прекомерне производње муцина. 
Локализација и раст
Муцинозни цистаденом јетре су у око 40% болесника локализован у:
- 33–40%  случајева у десном режњу јетре,
- 15–20%  случајева у левом режњу јетре,
- 15–20% случајева у оба режња јетре[тражи се извор]

Пречник тумора је од 8 cm до 30 cm, најчешће 8–10 cm. Како ови тумори типично споро расту, потребно је да прође много година од појаве болести.
Билијарни цистаденом са јављају у јетри у:
- 84% случајева, у холедохусу,
- 6%, у хепатикусима,
- 4%, цистикусу,
- 4% и жучној кеси,
- 2% указује на много чешћи ектопични фокусу јетри.[5][6]

## Прогноза
Муцинозни цистаденом јетре и после радикалне ресекције рецидивирају у 10–20% случајева 
После парцијалне ексцизије рецидиви се јављају у 80%, а после аспирације код 100% болесника.

## Диференцијална дијагноза
Муцинозне цистичне неоплазме треба разликовати од других цистичних лезија јетре укључујући једноставне цисте и цистичне хамартоме. 